# 加普 (北卡羅萊納州)
加普（英語：Gap）是位於美國北卡羅萊納州斯托克斯縣的非建制地區。

## 歷史
加普的郵局於1905年設立，其後於1921年停運。

## 地理
加普所處的海拔為高於海平面332米（即1089英呎），而該地所採用的時區為UTC-5，即北美东部时区（EST）。同時該地設有夏令時間，為UTC-5調快一小時，即UTC-4（EDT）。